# La Vendelée
 La Vendelée  es una población y comuna francesa, situada en la región de Baja Normandía, departamento de Mancha, en el distrito de Coutances y cantón de Saint-Malo-de-la-Lande.

## Demografía
| 274 | 242 | 254 | 324 | 359 | 374 |
| Para los censos de 1962 a 1999 la población legal corresponde a la población sin duplicidades (Fuente: INSEE [Consultar]) |     |     |     |     |     |